# Hongria al Festival de la Cançó d'Eurovisió 2012
| Edició                   | 2012                                                                        |
| Televisio(ns) implicades | Magyar Televízió                                                            |
| Nom de la preselecció    | A Dal.                                                                      |
| Dates                    | Semifinals: 28 de gener i 4 de febrer de 2012. Final: 11 de febrer de 2012. |
| Format                   | Preselecció oberta: dues semifinals i una gran final.                       |
| Presentadors             | Per determinar.                                                             |
| Nombre de participants   | 20                                                                          |

La televisió hongaresa Magyar Televízió retoma un format de preselecció oberta, després de les darreres eleccions internes, per escollir el seu representant a l'edició de 2012.

## Organització
La Magyar Televízió va obrir un període de recepció de propostes des del dia 1 de desembre fins al dia 30 de desembre de 2011. En total, va rebre prop de 200 candidatures.
Tots els candidats, sense restriccions de nacionalitat o idioma de la cançó proposta, es van sotmetre a una avaluació per part del comitè organitzador de la cadena per triar els vint semifinalistes que competiran a les dues semifinals, on s'escolliran quatre finalistes a cadascuna (tres pel jurat i un pel televot). El resultat de la final es determinarà per televot i vot del jurat de la cadena al 50%.
La final està prevista per l'11 de febrer de 2012.

## Candidats
El 10 de gener de 2012, la MTV va anunciar les vint candidatures escollides:
- Anti Fitness Club - Lesz, ami lesz
- Rudi Krisz - A fél veled egész (reemplaça una candidatura desqualificada)
- Caramel - Vízió
- Compact Disco - Sound of our hearts
- Annamari Dancs - Feel
- Juli Fábián & Zoohacker - Like a child
- Niki Gallusz & Márton Vizy - Európa, egy a szívünk
- Tibor Gyurcsik - Back in place
- Gabi Heinz - Learning to let go
- András Kállay-Saunders - I love you
- Linda & Ben & Viktor Király - Untried
- Gina Kiss - Chasing dreams
- Attila Kökény & Tamara Bencsik - Állítsd meg az időt
- Monsoon - Dance
- Szalonna - Open your heart
- Péter Puskás - Csillagok
- Sophistic - Yeah OK!
- Renáta Tolvai - Élek a szemeidben
- Gabi Tóth - Nem kell végszó
- Nika - This love

## Resultats
- Semifinal 1: 28 de gener de 2012.

1. Rudi Krisz - A fél veled egész

2. Attila Kökény & Tamara Bencsik - Állítsd meg ad idöt

3. Niki Gallusz & Márton Vizy - Európa, egy a szívunk

4. Annamari Dancs - Feel

5. Szalonna - Hangok a szívekért

6. András Kállay-Saunders - I love you

7. Gábor Heincz - Learning to let go - qualificat

8. Gabi Tóth - Nem kell végszó - qualificat

9. Compact Disco - Sound of our hearts - qualificat

10.Caramel - Vízió - qualificat